# Cissus subaphylla
Cissus subaphylla är en vinväxtart som först beskrevs av I. B. Balf., och fick sitt nu gällande namn av Jules Émile Planchon. Cissus subaphylla ingår i släktet Cissus och familjen vinväxter. Inga underarter finns listade i Catalogue of Life.